# Philipp Walulis

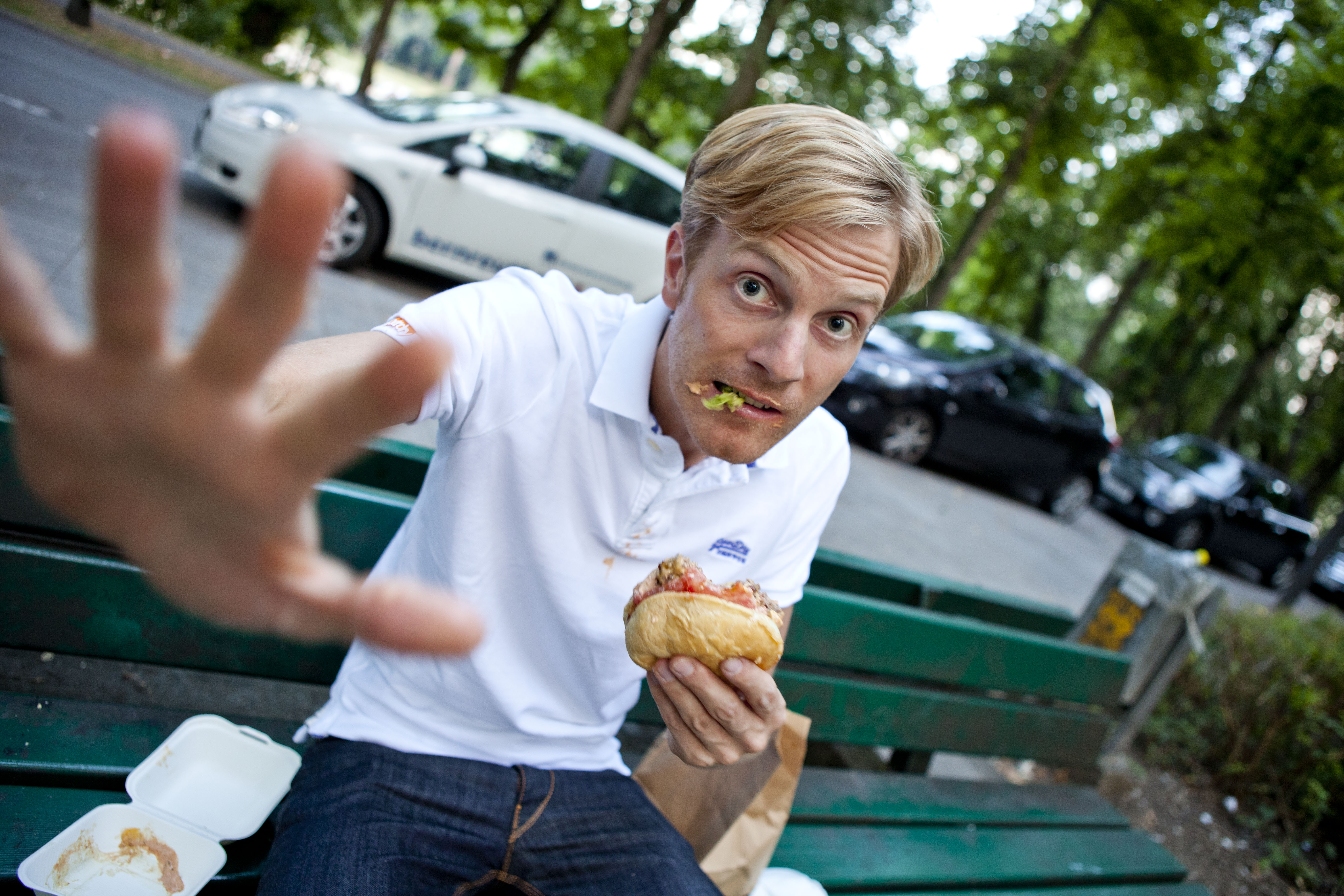
In Staffel 3 Episode 5 von Walulis sieht fern stellt der Moderator selbst dieses betont unvorteilhafte Foto in seinen Wikipediaartikel.

Philipp Xaver Walulis (* 5. August 1980 in Starnberg) ist ein deutscher Hörfunk-, Internet- und Fernsehmoderator.

## Werdegang
Walulis wuchs im oberbayerischen Pöcking auf. Sein Vater arbeitete als Lehrer an der Munich International School in Starnberg-Percha. Nach einem Studium der Theater- und Kommunikationswissenschaft sowie der Psychologie an der LMU begann er seine Laufbahn 2004 als Moderator und Ressortleiter beim Münchener Radiosender M94.5. Dort entwickelte er die Late-Night-Sendung m94.5nachtgestalten, die u. a. typische Radioelemente wie Scherzanrufe parodierte oder sich satirisch mit dem Optimierungsdrang von Privatradiostationen auseinandersetzte. Für diese von 2004 bis 2006 ausgestrahlte Sendung erhielt er den Nachwuchspreis vom Bayerischen Rundfunk und Stiftung Zuhören und den Hörfunkpreis der Bayerischen Landeszentrale für neue Medien. Für einen Aprilscherz benannte er den Sender für zwei Stunden in SHIT.fm um. Hierbei wurden Mainstream-Sender mit dem Motto „Der größte Scheiß der 80er & 90er und die dümmsten Sprüche von heute“ parodiert. Dabei dauerte kein Lied länger als 1:30 Minuten. Zwei Stunden lang moderierte Breakfast Bernie zusammen mit Karin Kicherschlampe „die beste Morningshow aller Zeiten“. Es gab Werbung für Puke Duke, das Bier mit Zimt-Vanille-Geschmack, einen Blitzerbericht ohne Blitzer und jede Menge aufgeblasener Jingles. Die Persiflage auf das Formatradio tat einigen M94.5-Stammhörern derart in den Ohren weh, dass diese den Sender besuchten, um mit Transparenten ihr Radio zurückzufordern. 2006 wechselte er zum Bayerischen Rundfunk und dessen Jugendprogrammen on3 und Zündfunk.
2007 entstand zusammen mit seinen Mitstreitern von M94.5 das Satireprojekt Aggro Grünwald – Die Stehkrägen. Er entwickelte mehrere junge Schnöselfiguren wie Yachtmeister oder M.C. Erbgraf und produzierte das Rap-Video Eure Armut kotzt uns an. Dabei gaben sich Walulis und seine Mitstreiter nicht zu erkennen, sondern zogen über Wochen die Rolle der arroganten Unsympathen durch. Viele große Medien wie u. a. 3sat, die taz oder die Süddeutsche Zeitung fielen zuerst auf diese Parodie herein. Erst mit der Zeit stellte sich heraus, dass er mit dieser Aktion die Schickimicki-Attitüde reicher Kids kritisierte. Für diese Parodie der Münchner Schickeria und das Narren der Medien wurde er 2009 mit dem Lokalfernsehpreis der Bayerischen Landeszentrale für neue Medien ausgezeichnet.
Von 2008 bis 2010 war er Moderator der täglichen Livesendung MyPokito auf RTL II. In den Jahren 2010/11 moderierte er auf münchen.TV mit Philipp Seidel die Talkshow Philipp und Philipp unterhalten sich. Von 2011 bis 2013 war er als Reporter für die wöchentliche Live-Fernsehsendung DASDING.tv des Südwestrundfunks tätig. Ende 2011 startete Walulis auf Tele 5 die Fernsehsatire Walulis sieht fern, für die ihm 2012 der Grimme-Preis in der Kategorie Unterhaltung überreicht wurde und die von Mai 2012 bis zur Einstellung von EinsPlus Ende September 2016 in der ARD lief. Ab Ende Februar 2013 gab es in der Satiresendung Extra 3 im NDR zudem die regelmäßige Rubrik „Walulis sieht fern“.
2015 präsentierte er zudem mit Pierre M. Krause und Jeannine Michaelsen die TV-Satire Die Fernseher, die im ARD-Hauptprogramm ausgestrahlt wurde.
In den Jahren 2016 und 2017 produzierte er mit seiner Produktionsfirma einige Clips für die Rubrik Walulis’ Medientypen des NDR-Medienmagazins ZAPP.
Seit 2016 steuert er zur von David Schalko produzierten Late-Night-Show Ringlstetter einen Wochenrückblick bei. Außerdem ist er regelmäßig im Deutschlandfunk in der Satire-Kolumne Is’ was?! zu hören.
Von 2016 bis 2023 moderierte Walulis auf YouTube für funk die Sendung Walulis, ein Nachfolgeformat von Walulis sieht fern. Dort setzte er sich meist satirisch mit Fernsehsendungen, aktuellen Themen sowie YouTubern und deren Formaten auseinander. In Make The Internet Great Again By Philipp Walulis zeigte er den Werdegang des Formates Walulis und ließ auch die Zuschauer an der Gestaltung teilhaben.
Im September 2019 startete das tägliche Format Walulis Daily, in welchem er Nachrichten satirisch wiedergab. Von 2020 bis 2022 wurde für das SWR Fernsehen und die ARD Mediathek die wöchentliche Sendung Walulis Woche produziert.

## Auszeichnungen
- Nachwuchspreis des Bayerischen Rundfunks & Stiftung Zuhören
- 2006: Bayerischer Hörfunkpreis in der Kategorie Comedy
- 2009: Anerkennungspreis Fernsehen der Bayerischen Landeszentrale für neue Medien
- 2012: Grimme-Preis für Walulis sieht fern in der Kategorie Unterhaltung[19]
- 2015: Auszeichnung Kultur- und Kreativpilot Deutschland 2015 der Bundesregierung[20]
- 2018: Fernsehpreis in der Kategorie „Bester Web-Channel“ vom Fachmagazin Quotenmeter[21]
- 2019: Bert-Donnepp-Preis – Deutscher Preis für Medienpublizistik der Freunde des Adolf-Grimme-Preises[22]
- 2022: Bildschirmheld 2022 des Medienmagazins DWDL[23]

## Werke
- Philipp Walulis: Fernsehen Jetzt auch als Buch! Das Beste aus der Glotze. Droemer Knaur, München 2014, ISBN 978-3-426-78646-8.